# Derolus fulvus
Derolus fulvus là một loài bọ cánh cứng trong họ Cerambycidae.